# Mihrimah Sultan
Mihrimah Sultan (c. 1522 -25 de gener de 1578) va ser una princesa otomana, la filla de Solimà I el Magnífic i la seva muller legal, Hürrem Sultan. Va ser la princesa imperial amb més poder de la història otomana i una de les figures més prominents durant el Sultanat de les dones.